# Pegylis conspurcata
Pegylis conspurcata är en skalbaggsart som beskrevs av Gerstaecker 1867. Pegylis conspurcata ingår i släktet Pegylis och familjen Melolonthidae. Inga underarter finns listade i Catalogue of Life.